# Telebucaramanga
Empresa de Telecomunicaciones de Bucaramanga S.A E.S.P. (también conocida como Telebucaramanga) fue una empresa de servicios públicos en las telecomunicaciones que operaba en el Área metropolitana de Bucaramanga. Fue subsidiaria de Colombia Telecomunicaciones o Telefónica Colombia (más conocida por su marca comercial Movistar) hasta diciembre de 2018, cuando la marca Telebucaramanga desaparece para ser parte del conglomerado Movistar a nivel nacional, cambiando así su razón social. 

## Historia
En 1972 se constituye, mediante Acuerdo del Concejo Municipal, las Empresas Públicas de Bucaramanga (E.P.B.), para operar los servicios públicos de telefonía fija y aseo, además del sacrificio de reses para el consumo humano, contando con un matadero para este fin; por último, prestaba el servicio de administración y operación en las plazas de mercado públicas de Bucaramanga, Giron y Floridablanca. En 1996, el municipio de Bucaramanga disuelve en la empresa los servicios de sacrificio de reses y de administración y operación en las plazas de mercado, entregando su manejo al sector privado. En 1999, el municipio saca a la venta el 56% de sus acciones en las Empresas Públicas, con el fin de cubrir gastos de inversión en la ciudad. Estas acciones fueron adquiridas por la antigua empresa estatal de telecomunicaciones Telecom. Antes de la venta, se escinde de las Empresas Públicas de Bucaramanga el servicio de aseo, conformándose una nueva empresa a cargo del municipio para cubrir este servicio (Empresa de Aseo de Bucaramanga S.A. E.S.P.; EMAB S.A. E.S.P.), dejando a las E.P.B. solo con el servicio de telefonía. En el 2000, los accionistas mayoritarios cambian el nombre de la compañía a Empresa de Telecomunicaciones de Bucaramanga S.A. E.S.P (más conocida como Telebucaramanga).

## Fusión y desaparición de la empresa
Con la venta en 2006 de la estatal Colombia Telecomunicaciones (que reemplazó a la liquidada Telecom como accionista de Telebucaramanga) a la empresa española Telefónica (actual Movistar), las acciones que tenía esta en Telebucaramanga pasan a manos de la multinacional y esta compra en 2010 el 44% restante que estaba en manos del municipio, quedando Telefónica Colombia como dueño absoluto de Telebucaramanga y de su infraestructura, iniciando también la comercialización de los servicios de internet y televisión satelital. 

### Final de la empresa
En diciembre de 2018, Telebucaramanga desaparece como razón social para ser parte de la marca Movistar a nivel nacional, pasando toda su infraestructura y usuarios a manos de Colombia Telecomunicaciones.